# Lo sceriffo scalzo
Lo sceriffo scalzo (Follow That Dream) è un film del 1962 diretto da Gordon Douglas. È tratto dal libro Vacanze matte di Richard Powell (Pioneer, go home!, 1959).
Il film è stato girato in Florida (USA), nella contea di Levy, ed è uscito nelle sale degli Stati Uniti l'11 aprile del 1962.

## Trama
Toby Kwimper, un giovanotto del New Jersey senza particolari qualità, si trova suo malgrado a dover affrontare le difficoltà della vita per circostanze impreviste. I problemi nascono dal fatto che suo padre, guidando per tornare a casa da una vacanza in Florida, entra in un tratto di strada non ancora aperta al pubblico e, una volta terminata la benzina, vi resta isolato con la famiglia.
La famiglia Kwimper, composta dal padre, da Toby, da due gemellini terribili e dispettosi (Eddy e Teddy) e dalla giovane baby sitter Holly, impara l'arte di arrangiarsi in quanto su questa strada persa nel nulla non passa nessuno per giorni.
I guai proseguono quando la famiglia ha a che fare con il direttore dei lavori pubblici Sig. King, con una banda di gangster che, fiutata la possibilità di spadroneggiare su un terreno demaniale, vi installa una bisca clandestina, e non ultimo con i servizi sociali che vogliono togliere al Sig. Kwimper la custodia dei gemelli. Ma tutto si risolve per il meglio.

## Colonna sonora
I brani del film sono: What a Wonderful Life; I'm Not the Marrying Kind; Sound Advice; Follow That Dream; Angel.
Durante le medesime sessioni venne registrato anche A Whistling Tune, scartato per la colonna sonora e riutilizzato per il film successivo Pugno proibito.
What a Wonderful Life, I'm Not the Marrying Kind, Follow That Dream e Angel vennero pubblicati all'epoca sull'EP Follow that Dream (EPA 4368).
Sound Advice venne pubblicata solo nel 1965 sulla raccolta Elvis for Everyone! (LPM/LSP 3450).
Nel film Elvis accenna anche On top of old smokey, solo reperibile sul bootleg From Hollywood to Vegas.
Nel 1995 i brani (incluso A Whistling Tune) vennero pubblicati su CD "Flaming Star / Wild In The Country / Follow That Dream" (serie Double Feature).
Nel 2004 l'EP venne ristampato con grafica originale, con tutti i brani editi originariamente (incluso A Whistling Tune), 15 versioni alternative e On Top Of Old Smokey.